# Taça Corcovado
La Taça Corcovado es un torneo de fútbol de Río de Janeiro creado en 2013, que se realiza en anexo al Campeonato Carioca Serie A2 como su segundo turno. Es administrado por la Federação de Futebol do Estado do Rio de Janeiro (FERJ).

## Historia
Con el cambio del reglamento de la competición hecha en arbitral realizado el 21 de noviembre de 2012, quedó definida la creación de la Taça Santos Dumont que será el  segundo turno del Campeonato Carioca Segunda División. El objetivo de la FERJ es estandarizar todas las divisiones.

## Títulos por equipo
| Club             | Títulos | Subtítulos | Años campeón |
| ---------------- | ------- | ---------- | ------------ |
| Americano        | 1       | 2          | 2015         |
| América - RJ     | 1       | 1          | 2017         |
| Audax Rio        | 1       | 1          | 2018         |
| Maricá           | 1       | 0          | 2020         |
| Friburguense     | 1       | 0          | 2019         |
| Campos           | 1       | 0          | 2016         |
| Tigres do Brasil | 1       | 0          | 2014         |
| Cabofriense      | 1       | 0          | 2013         |
| Gonçalense       | 1       | 0          | 2021         |
| Olaria           | 1       | 0          | 2022         |
| Sampaio Corrêa   | 0       | 2          | -            |
| Angra dos Reis   | 0       | 1          | -            |
| Portuguesa       | 0       | 1          | -            |
| Itaboraí         | 0       | 1          | -            |
| Nova Iguaçu      | 0       | 1          | -            |